# Ferdinando Livini
Ferdinando Livini (Colle di Val d'Elsa, 28 aprile 1868 – 1947) è stato un medico italiano.

## Biografia
Nato a Colle di Val D'Elsa, in provincia di Siena, fu il primo preside della Facoltà di Medicina e Chirurgia di Milano nell'anno accademico 1926-27.
Il 1º dicembre 1930, con consenso unanime del corpo accademico, successe nella carica di rettore al professor Baldo Rossi, carica che mantenne per cinque anni sino all'ottobre 1935.
Morì nel 1947. A Colle di Val d'Elsa, sua città natale, una via è intitolata a suo nome.
| Controllo di autorità | SBN USMV982908 |